# Anders Arborelius
Lars Anders Arborelius (Sorengo, 24 settembre 1949) è un cardinale e vescovo cattolico svedese, dal 17 novembre 1998 vescovo di Stoccolma.

## Biografia
Anders Arborelius è nato a Sorengo, in Svizzera, il 24 settembre 1949 da genitori svedesi, ma è cresciuto a Lund, nel sud della Svezia. È stato battezzato nella fede luterana, sebbene in gioventù non fosse molto attivo nell'ambito religioso. Ebbe però molti contatti con la Chiesa cattolica, che lo ha attratto sempre di più. Fin dalla giovinezza dimostrò interesse per la vita contemplativa, in un'intervista ha affermato: "Ho sempre avuto il desiderio di una vita di preghiera e di adorazione silenziosa". Nel 1969, dopo un anno e mezzo di discernimento, presso la cappella delle Suore di Santa Elisabetta a Malmö si è convertito al cattolicesimo. Come lui stesso ha affermato, ha fatto questa scelta poiché "la verità mi è stata data attraverso la fede cattolica".

### Formazione e ministero sacerdotale
In un primo momento, dopo la sua conversione, voleva diventare un sacerdote diocesano, ma, dopo aver letto l'autobiografia di Santa Teresa di Lisieux, ha deciso di entrare nell'Ordine dei carmelitani scalzi. Nel 1971, due anni dopo essere diventato cattolico, è entrato nel monastero carmelitano di Norraby. Ha poi studiato teologia all'Università Cattolica di Bruges-Ostenda e ha professato i voti perpetui l'8 dicembre 1977. In seguito ha proseguito gli studi alla Pontificia facoltà teologica Teresianum di Roma. Ha anche conseguito una laurea in lingue moderne (inglese, spagnolo e tedesco) all'Università di Lund.
L'8 settembre 1979 a Malmö è stato ordinato presbitero dall'allora vescovo di Stoccolma Hubert Brandenburg. Quindi ha vissuto a lungo nel convento carmelitano di Norraby, presso il comune di Svalöv, nel sud della Svezia.

### Ministero episcopale
Il 17 novembre 1998 papa Giovanni Paolo II lo ha nominato vescovo di Stoccolma, l'unica diocesi cattolica del paese che ha giurisdizione sull'intero suo territorio. Ha ricevuto l'ordinazione episcopale il 29 dicembre successivo nella cattedrale di Sant'Erik dal vescovo emerito di Stoccolma Hubert Brandenburg, co-consacranti il vescovo ausiliare di Birmingham Leonard William Kenney e il vescovo di Opole Alfons Nossol. È il primo vescovo cattolico svedese e il secondo vescovo cattolico scandinavo dai tempi della Riforma protestante. La maggior parte dei cattolici di Svezia dopo la Riforma è costituita, oltre che dal clero, da immigrati o persone di origine straniera provenienti da tutta l'Europa (ma soprattutto dall'Europa dell'Est) e dal Medio Oriente, così come da arabi e armeni dei vari riti orientali cattolici. Inoltre, ci sono convertiti provenienti da diversi ambiti tra cui alcuni ministri protestanti che sono diventati parte della comunità cattolica della sua diocesi.

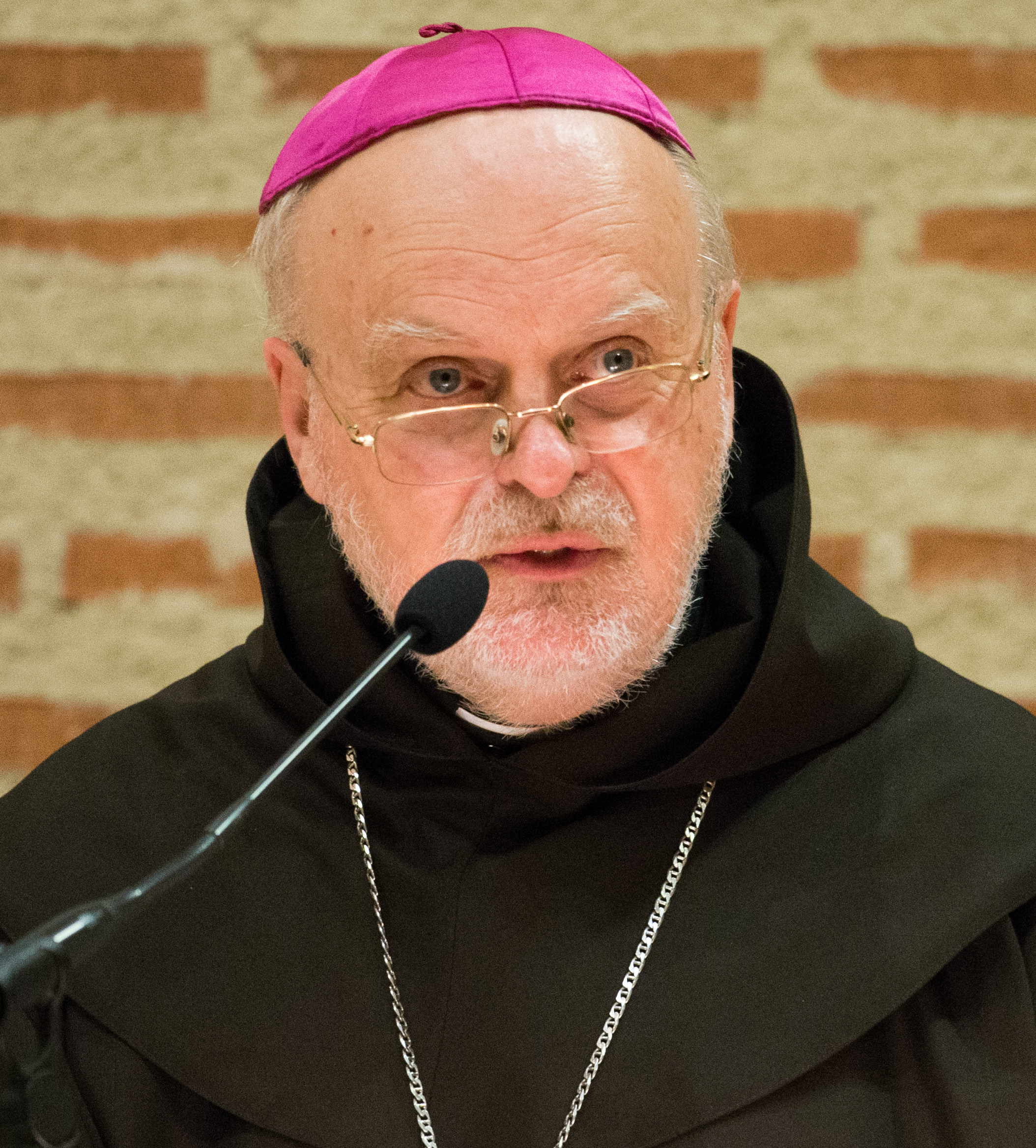
Mons. Anders Arborelius durante la notte della cultura a Stoccolma il 25 aprile 2015

Arborelius è stato uno degli iniziatori dell'organizzazione "Rispetto - movimento cattolico per la vita", fondato nel 2001 che tratta problemi di etica medica in collaborazione con l'associazione "Bilda" e l'associazione "Sì alla vita". Nel 2003 ha scritto con il pastore pentecostale Sten-Gunnar Hedin un pezzo di opinione in risposta alle dichiarazioni della Chiesa di Svezia allora guidata dall'arcivescovo Karl Gustav Hammar in cui trattava della verginità di Maria portando a un dibattito di due mesi sul cristianesimo. Ha anche dimostrato impegno per i problemi degli immigrati e dei rifugiati. È stato uno dei firmatari del cosiddetto "Manifesto di Pasqua" del 2005 che mirava a rendere più facile per i rifugiati appena arrivati l'ottenimento del permesso di soggiorno nel paese. Nel 2006 è stato uno dei promotori della campagna per la difesa del matrimonio. Si è anche dimostrato favorevole a chi voleva celebrare secondo la liturgia tridentina dopo che papa Benedetto XVI con il motu proprio Summorum Pontificum l'ha liberalizzata. Nel marzo del 2010 ha compiuto la visita ad limina. Come vescovo di Stoccolma è anche patrono dell'organizzazione giovanile diocesana e ha scritto diversi libri su tematiche religiose.
Dall'ottobre del 2005 al 9 settembre 2015 ha presieduto la Conferenza episcopale della Scandinavia, della quale è vicepresidente dal 9 settembre 2015 all'11 settembre 2024. È anche presidente della commissione giustizia e pace e della commissione per il dialogo interreligioso.
Ha fatto parte del comitato di presidenza del Pontificio consiglio per la famiglia (nominato nel 2002); dal 2014 alla sua soppressione è stato consultore del Pontificio consiglio per i laici.
Il 21 maggio 2017, al termine del Regina Cœli, papa Francesco ha annunciato la sua creazione a cardinale nel concistoro del 28 giugno; è il primo cardinale svedese. Il 6 dicembre 2017 ha preso possesso del titolo cardinalizio di Santa Maria degli Angeli.
Il 7 e 8 maggio 2025 ha partecipato come cardinale elettore al conclave che ha portato all'elezione di papa Leone XIV.

## Genealogia episcopale e successione apostolica
La genealogia episcopale è:
- Cardinale Scipione Rebiba
- Cardinale Giulio Antonio Santori
- Cardinale Girolamo Bernerio, O.P.
- Arcivescovo Galeazzo Sanvitale
- Cardinale Ludovico Ludovisi
- Cardinale Luigi Caetani
- Cardinale Ulderico Carpegna
- Cardinale Paluzzo Paluzzi Altieri degli Albertoni
- Papa Benedetto XIII
- Papa Benedetto XIV
- Papa Clemente XIII
- Cardinale Marcantonio Colonna
- Cardinale Giacinto Sigismondo Gerdil, B.
- Cardinale Giulio Maria della Somaglia
- Cardinale Carlo Odescalchi, S.I.
- Vescovo Eugène de Mazenod, O.M.I.
- Cardinale Joseph Hippolyte Guibert, O.M.I.
- Cardinale François-Marie-Benjamin Richard de la Vergne
- Cardinale Pietro Gasparri
- Arcivescovo Cesare Orsenigo
- Cardinale Josef Frings
- Vescovo Helmut Hermann Wittler
- Vescovo Hubert Brandenburg
- Cardinale Anders Arborelius, O.C.D.

La successione apostolica è:
- Vescovo Raimo Ramón Goyarrola Belda (2023)